# La campana de Huesca (José Casado del Alisal)
La campana de Huesca o La leyenda del rey monje es un óleo sobre lienzo pintado por José Casado del Alisal en el año 1880. El cuadro recrea el momento final de la leyenda de la Campana de Huesca, cuando el rey Ramiro II de Aragón mostró a los nobles de su reino las cabezas cortadas, y dispuestas en forma de campana, de los nobles que habían desafiado su autoridad.
José Casado del Alisal obtuvo una mención honorífica con esta obra en la Exposición Nacional de Bellas Artes de España de 1881, siéndole concedida además la gran cruz de la Orden de Isabel la Católica, aunque ya era comendador de número de la Orden de Carlos III. Y un año después, en 1882, el lienzo fue adquirido por el Estado español por la cantidad de 35.000 pesetas.
El lienzo pertenece a la colección del Museo del Prado, aunque se encuentra depositado y se expone en el Ayuntamiento de Huesca desde el año 1950.

## Historia del cuadro

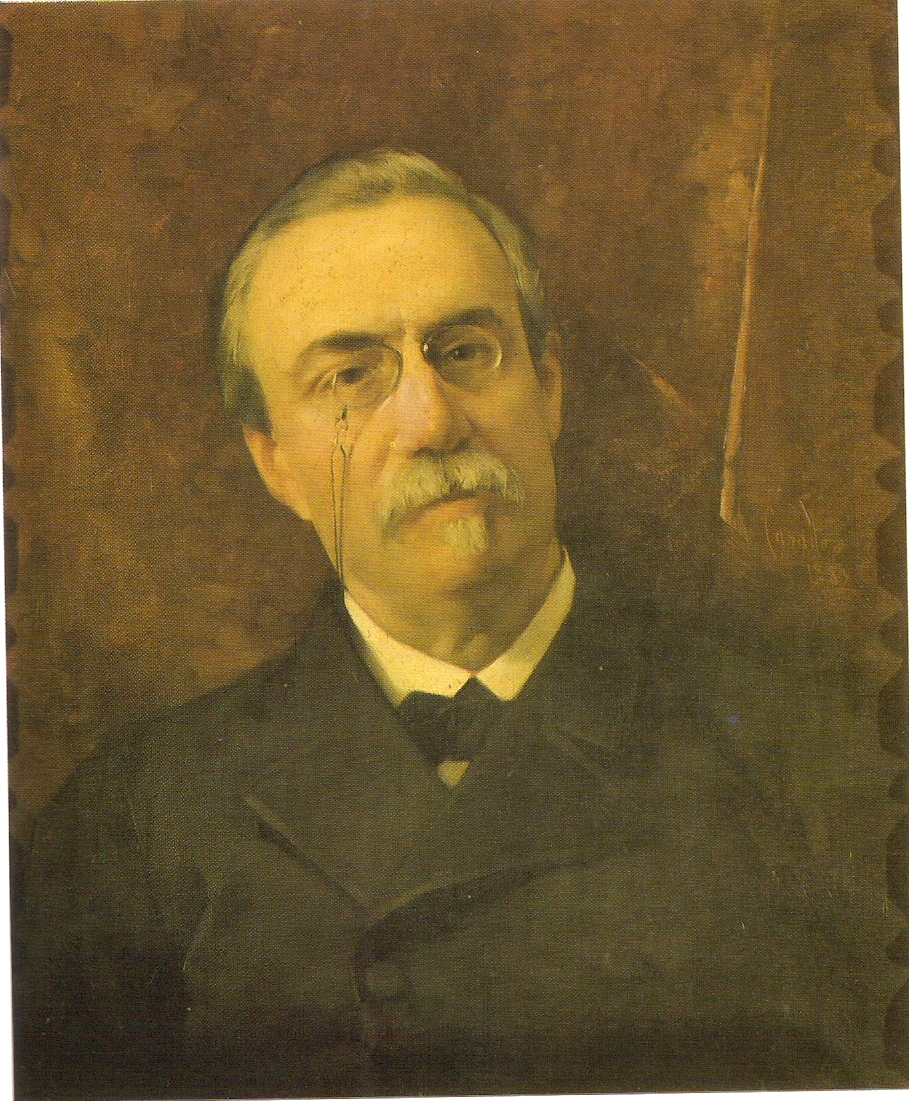
Retrato de Antonio Cánovas del Castillo, pintado por Casado del Alisal en 1883 y conservado en la Real Academia de la Historia. La campana de Huesca, novela histórica escrita por Cánovas del Castillo, influyó en el cuadro homónimo de Casado del Alisal.

El cuadro fue pintado por José Casado del Alisal entre 1879 y 1880 en su estudio de la Academia Española de Bellas Artes de Roma, de la que fue su primer director hasta octubre de 1881. El artista tal vez buscó inspiración para su cuadro en el drama titulado El rey monje, que Antonio García Gutiérrez estrenó en 1837 o, sobre todo, en la novela histórica titulada La campana de Huesca, publicada en 1851 por Antonio Cánovas del Castillo, y cuya segunda edición data de 1854. Diversos autores, como Melchor Fernández Almagro, destacaron la amistad que unió a Cánovas con Casado del Alisal, quien pintó un retrato del político malagueño conservado en la Real Academia de la Historia, a la que fue donado en 1897 por la viuda de Cánovas, Joaquina de Osma y Zavala, duquesa de Cánovas del Castillo.
Antes de pintar el cuadro, el autor realizó una serie de dibujos a lápiz y varios bocetos del cuadro y de cabezas al óleo, como el de la cabeza del rey Ramiro II, y en el estudio del artista palentino se guardaban, además de otras telas y objetos, el birrete y la túnica con la que Ramiro II aparece en el cuadro. Algunos de esos bocetos de cabezas al óleo fueron expuestos en la ciudad de Palencia en 1928, pero en la actualidad se encuentran en paradero desconocido. Y además se conservan tres bocetos de La Campana de Huesca, de los cuales el primero fue donado por Asterio Mañanós Martínez en 1921 al Palacio del Senado, el segundo se encuentra en la Diputación Provincial de Palencia, y el tercero en el Museo de Huesca. El propio Casado del Alisal estaba satisfecho de su obra, ya que en una carta que envió el 23 de enero de 1881 al ministro de Estado español, el pintor palentino afirmaba lo siguiente:

He intentado dar toda la pasión dramática que el sangriento suceso exige y en cuya obra, que me ha impuesto un esfuerzo inusitado, he querido dar a nuestros artistas el ejemplo de las altas aspiraciones de arte que sostengo en mis consejos, habiendo deseado, además, probar a V.E. y al país que aquí represento, en mi modesta esfera, que, si no he logrado el resultado, he aspirado por lo menos a hacerme digno del puesto que ocupo en Roma.

Desde la Academia Española de Bellas Artes de Roma, Casado del Alisal remitió el cuadro a la Exposición Nacional de Bellas Artes de España de 1881, con la esperanza de conseguir la medalla de honor como colofón oficial de su carrera, pero la obra fue duramente criticada, entre otras cosas, por su excesiva teatralidad, aunque también fue ampliamente elogiada por los admiradores del pintor palentino. Y al final, el jurado de la exposición acordó por mayoría entregar la medalla de honor, por su proyecto para la restauración de la catedral de León, al arquitecto Juan de Madrazo y Kuntz, fallecido un año antes, y cuyo hermano, el pintor Federico de Madrazo, era vicepresidente del jurado. Y ello ocasionó grandes protestas por parte de los admiradores de Casado del Alisal, que argumentaban que un cuadro terminado debía primar sobre un proyecto para efectuar una restauración, pero, como señalan algunos autores, el jurado tuvo más en consideración la ciencia que el arte.

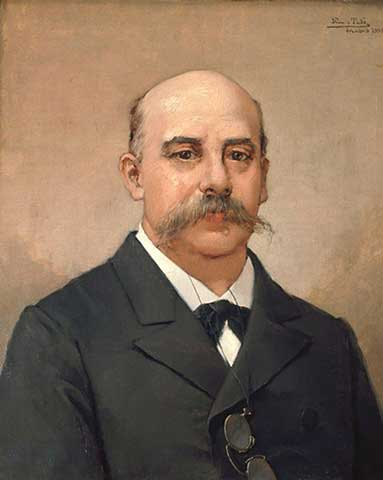
Grabado que representa al político Emilio Castelar, cuya intervención fue decisiva para que el lienzo de La Campana de Huesca fuera adquirido por el Estado español.

Solamente concedieron a Casado del Alisal una mención honorífica, a pesar de las protestas de sus admiradores, que organizaron un acto de desagravio y una suscripción pública para regalarle una corona de oro, al igual que ocurrió en 1860 con el pintor Antonio Gisbert Pérez. La corona de oro, tras ser expuesta en un escaparate de la Carrera de San Jerónimo, fue entregada al pintor palentino, que la colocó en su estudio bajo un sencillo dosel y acompañada de un pergamino en el que figuraba la siguiente dedicatoria de sus admiradores:

A CASADO DEL ALISAL. Autor del cuadro: LA LEYENDA DEL REY MONJE. La encarnación trágica de la altivez aragonesa en el carácter de Ramiro el Monje, es misterio de la tradición y arcano de la historia. Reflejada en tu pensamiento, viva en tu corazón, por el fuego de tu genio encendida y en los éxtasis de tu inspiración soñada, y concebida en tu espíritu como perfecta realidad, la que era ayer leyenda de un reinado, es hoy blasón y ejecutoria de un artista. Tus admiradores.

Entre los admiradores de Casado del Alisal se encontraban los duques de Sesto, Emilio Castelar, Francisco Romero Robledo o el pintor Dióscoro Puebla, y el 26 de septiembre de 1881 el Gobierno español concedió a Casado del Alisal, que ya era comendador de número de la Orden de Carlos III, la Gran Cruz de la Orden de Isabel la Católica. Emilio Castelar y otros políticos, entre los que figuraban Cánovas del Castillo, Cristino Martos, Carlos Navarro Rodrigo, Rodrigo Núñez de Arce, Víctor Balaguer y Cirera, y Ramón Rodríguez Correa, presentaron una proposición en el Congreso de los Diputados a fin de que el Estado español adquiriese los lienzos de La Campana de Huesca y de La muerte de Lucrecia, del pintor Eduardo Rosales.
El cuadro fue adquirido por Ley de 28 de enero de 1882 por la cantidad de 35.000 pesetas, siendo firmada la ley por el rey Alfonso XII y refrendada por el ministro de Fomento, José Luis Albareda. Dicha ley concedía al Ministerio de Fomento un crédito de 35.000 pesetas para comprar el cuadro de Casado del Alisal, e idéntica cantidad para adquirir el de La muerte de Lucrecia. El lienzo fue enviado al Museo del Prado y, poco después, Casado del Alisal lo exhibió con gran éxito en Europa y obtuvo las más altas recompensas en las exposiciones estatales de Múnich y Viena. En 1889 el cuadro fue presentado en la Exposición Universal de París de 1889, siendo también muy elogiado.
El 8 de agosto de 1896 el cuadro fue entregado al Museo de Arte Moderno y, posteriormente, por Real Orden de 17 de junio de 1921, fue depositado en el Palacio del Senado de España. El 30 de octubre de 1950, el cuadro fue entregado, en calidad de depósito, al Ayuntamiento de Huesca, donde permanece expuesto en la actualidad en el llamado Salón del Justicia.
El cuadro fue ampliamente reproducido en el siglo XIX a través de grabados, al igual que La Rendición de Bailén, lienzo pintado también por Casado del Alisal, y provocó numerosos comentarios, hasta el punto de que el propio pintor palentino llegó a decir en una ocasión que «no creía que hubiera en el mundo una campana que hubiera sonado más que la suya».

## La campana de Huesca: mito y realidad

### La leyenda

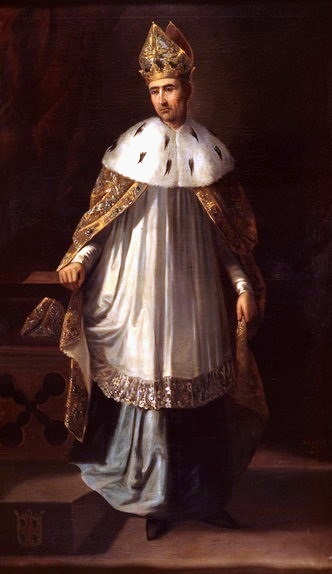
Ramiro II de Aragón, por Manuel Aguirre y Monsalbe.Ca. 1851-1854. (Diputación Provincial de Zaragoza).

Tras la defunción de Alfonso I de Aragón, que falleció en 1134 sin haber dejado descendencia, heredó el reino de Aragón su hermano Ramiro II, obispo de Roda-Barbastro, a pesar de que Alfonso I había legado su reino en su testamento a las órdenes militares del Temple, del Hospital y del Santo Sepulcro. Pero el testamento de Alfonso I fue ignorado, a pesar de las presiones del papa Inocencio II, y las ciudades y los nobles aragoneses apoyaron la candidatura de Ramiro II al trono, mientras que los pamploneses y navarros optaron por secundar a García Ramírez de Pamplona, que era biznieto del rey García Sánchez III de Pamplona. Y en este contexto se desarrollaron los hechos históricos, ocurridos entre 1135 y 1136, que pudieron originar la leyenda de la campana de Huesca.
La Crónica de San Juan de la Peña, escrita en el siglo XIV, afirma que, estando Ramiro II preocupado por la desobediencia de sus nobles envió un mensajero a su antiguo maestro, el abad del monasterio de San Ponce de Tomeras, a fin de solicitar el consejo de su abad, quien llevó al mensajero al huerto y con una hoz cortó las coles que sobresalían por encima de las demás, despachando después al mensajero con la orden de repetir al rey lo que había visto. También consta en dicha crónica que el rey convocó Cortes e hizo llamar a los principales nobles para que acudieran a Huesca, con la excusa de hacer una campana que se oiría en todo el reino, y cuando llegaron, hizo pasar a los quince más destacados a una cámara cuya puerta era estrecha, decapitándolos de uno en uno conforme entraban, y dejando para el final al obispo, con cuya cabeza dijo que haría el badajo sofocando con ello la revuelta. Y el pasaje relatado en la Crónica de San Juan de la Peña, en versión aragonesa, afirma que:

Et aquesti don Remiro fue muyt buen rey et muyt francho a los fidalgos, de manera que muytos de los lugares del regno dio a nobles et cavalleros; et por esto no lo precioron res, et fazían guerras entre si mismos en el regno et matavan et robavan las gentes del regno, et por el rey que non querían cessar aquesto; et fue puesto en gran perplexidat cómo daría remedio a tanta perdición del su regno, et non osava aquesto revelar a ninguno. Et por dar remedio al su regno embió un mensagero al su monasterio de Sant Ponz de Tomeras con letras al su maestro, clamado Forçado, que era seydo porque yes costumbre et regla de monges negros que a todo novicio que era en la orden dan un monge de los ancianos por maestro, et según la persona de aquesti don Remiro que merecía dieronli el maestro muyt bueno et grant et savio, en las quales letras recontava el estamiento del su regno et mala vida que passava con los mayores del su regno, rogándole que le consellasse lo que faría; el maestro con grant plazer que havía, recebidas las letras, pensó que sería irregular si le consellava que fizies justicia, clamó el mensagero al huerto en el qual havía muytas coles et sacó un gavinet [sic] que tenía et, teniendo la letra en la mano et leyendo, talló todas las colles mayores que yeran en el huerto et fincoron las solas chicas, et dixole al mesagero: "Vete al mi sennor el rey et dile lo que has visto, que no te do otra respuesta". El qual mesagero con desplazer que respuesta non le havía dada, vinose al rey et recontole que respuesta ninguna non le havía querido fazer, de la qual cosa el rey fue muit despagado, pero quando contó la manera que havía visto, pensó en si mesmo quel huerto podía seer el su regno, las colles yeran las gentes del su regno, et dixo: "Por fer buenas colles, carne y a menester". Et luego de continent envió letras por el regno a nobles, cavalleros et lugares que fuessen a cortes a Huesca, metiendo fama que una campana quería fazer en Huesca que de todo su regno se oyesse, que maestros havía en Francia que la farían; et aquesto oyeron los nobles et cavalleros dixeron: "Vayamos a veer aquella locura que nuestro rey quiere fazer", como aquellos que lo preciavan poco. Et quando fueron en Huesca, fizo el rey parellar ciertos et secretos hombres en su cambra armados que fiziessen lo quél les mandaría. Et quando venían los richos hombres, mandavalos clamar uno a uno a consello et como entravan, assí los mandava descabeçar en su cambra; pero clamava aquellos que le yeran culpables, de guisa que XIII richos hombres et otros cavalleros escabeçó ante que comies, et avría todos los otros cavalleros assí mesmo descabezados sinon por qual manera que fue que lo sintieron que yeran de fuera et fuyeron; de los quales muertos ende havía los V que yeran del linage de Luna, Lop Ferrench, Rui Ximenez, Pero Martinez, Ferrando et Gomez de Luna, Ferriz de Liçana, Pero Vergua, Gil d'Atrosillo, Pero Cornel, García de Bidaure, García de Penya et Remón de Fozes, Pero de Luesia, Miguel Azlor et Sancho Fontova cavalleros. Et aquellos muertos, no podieron los otros haver que yeran foydos, sosegó su regno en paz.
Carmen Orcástegui Gros (ed. lit.),Crónica de San Juan de la Peña (Versión aragonesa), en Cuadernos de Historia Jerónimo Zurita, 51-52, Zaragoza, Institución «Fernando el Católico», 1985, pp. 468-469

Una vez ejecutados, las cabezas de los nobles fueron colocadas en forma de círculo y la cabeza del obispo de Huesca, el más señalado de los rebeldes, fue colgada en el centro a modo de badajo de la campana. Posteriormente, el rey dejó entrar a los otros nobles en dicha sala para que contemplaran la campana y escarmentaran. En el Museo Provincial de Huesca, que antiguamente era el palacio de los Reyes de Aragón, hay una sala, conocida como Sala de la Campana, en la que se afirma que sucedieron los hechos descritos en la leyenda. Por otra parte, diversos historiadores destacan que Ramiro II fue «un rey singular», ya que al contrario que la mayoría de los monarcas, abandonó el poder mientras vivía y, aunque conservó el título de rey hasta su muerte, se retiró al monasterio de San Pedro el Viejo de Huesca, y falleció en 1157 en dicha ciudad.

### La leyenda de la campana de Huesca en la historiografía actual

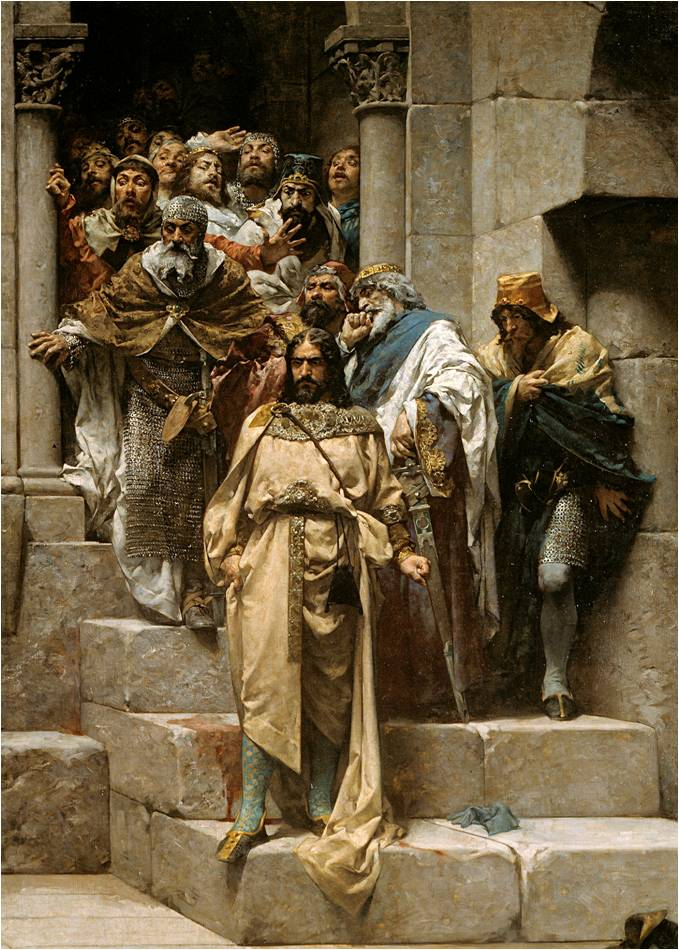
Detalle del cuadro. Los nobles aragoneses contemplan horrorizados la campana de Huesca.

En opinión de diversos autores, la leyenda de la campana de Huesca no debe ser considerada como un relato histórico, sino simplemente como uno «de carácter literario o erudito», ya que contiene numerosas similitudes con otros relatos legendarios del mundo clásico, como el protagonizado por Sexto Tarquinio, hijo del rey Tarquinio el Soberbio, que fue recogido por el historiador romano Tito Livio, o el que tuvo como protagonista al segundo tirano de Corinto, Periandro, que fue uno de los Siete Sabios de Grecia. Y otros escritores del mundo grecorromano, como Aristóteles, Dionisio de Halicarnaso, Plutarco, Ovidio o Valerio Máximo, también recogieron algunos de esos relatos.
Y otros autores destacan también que la leyenda de la campana de Huesca es solamente una de las múltiples narraciones en las que se emplea el consejo enigmático, es decir, el consejo en forma de adivinanza que un individuo ofrecía a otro para ayudarle a eliminar a sus adversarios. Y el filólogo e historiador Alberto Montaner Frutos destaca que la leyenda de la campana es una alegoría de la Razón de Estado, al igual que la protagonizada por el hijo del rey Tarquinio el Soberbio y recogida por Tito Livio, y que las semejanzas entre ambos relatos fueron ya consignadas por el historiador Jerónimo Zurita.
La historiografía actual niega la veracidad de la leyenda de la campana de Huesca, pero admite que podría estar basada en ciertos hechos históricos contrastados ocurridos en el reinado de Ramiro II, quien al subir al trono hubo de hacer frente a diversas revueltas encabezadas por los nobles aragoneses, divididos a veces en diferentes bandos. El medievalista Antonio Ubieto Arteta señaló que la leyenda podría estar basada en un cantar de gesta titulado Cantar de la campana de Huesca que fue reconstruido a partir de la prosificación que se hizo del mismo en la Crónica de San Juan de la Peña.

Según Antonio Ubieto, dicho cantar de gesta se basaba en una revuelta nobiliaria ocurrida en octubre de 1135, aunque otros señalan que tuvo lugar en el verano de dicho año, protagonizada por los tenentes de las principales fortalezas del reino de Aragón, que pretendieron destronar a Ramiro II y fueron ejecutados por orden suya, y Antonio Ubieto señala que esa revuelta pudo haber sido instigada por el rey García Ramírez de Pamplona. También está documentado que a mediados de octubre de 1135 Ramiro II estaba exiliado en el municipio gerundense de Besalú, aunque hay constancia de que en noviembre de ese año había regresado a Aragón, pero, como señalan algunos autores, se desconocen «las circunstancias exactas de su salida de Aragón y de su vuelta», y en el verano de 1136 se produjo una nueva rebelión contra Ramiro II en Uncastillo.

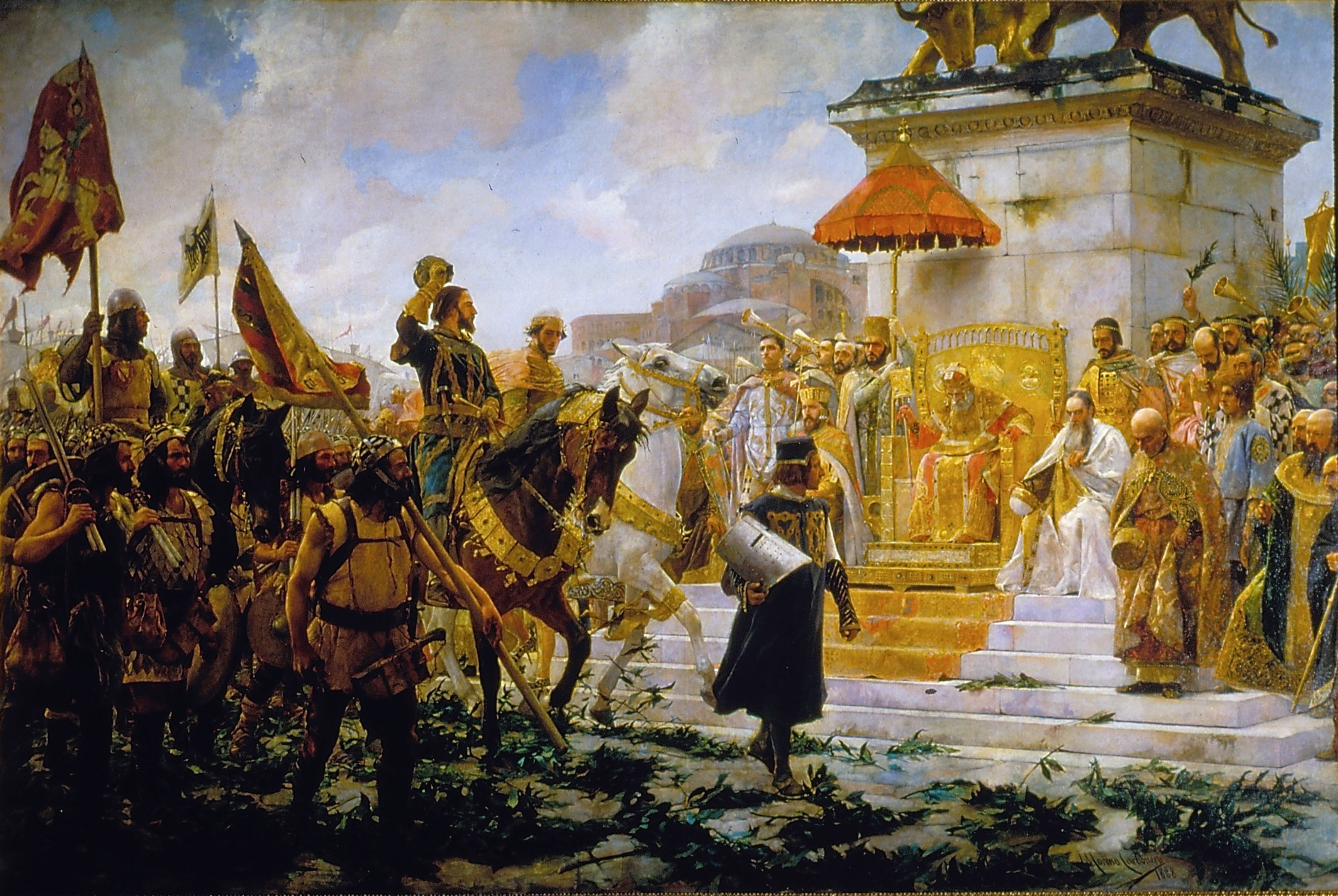
Entrada de Roger de Flor en Constantinopla, de José Moreno Carbonero. 1888. (Palacio del Senado de España).

La historiadora Ana Isabel Lapeña Paúl destaca que los Anales Toledanos Primeros «contienen una breve pero significativa frase» que afirma que, en el año 1135, durante el reinado de Ramiro II: «Mataron las potestades en Huesca. ERA MCLXXIII», aunque Enrique Flórez, que publicó por primera vez los tres Anales Toledanos reunidos en el tomo XXIII de su obra España sagrada, consignó que ocurrió en la ERA MCLXXIV, lo que correspondería al año 1136, en lugar de 1135. Por otra parte, la crónica de un historiador árabe, Ibn Idari, señala que Ramiro II ordenó decapitar en 1135 a siete nobles aragoneses por asaltar una caravana de mercancías o convoy musulmán entre Fraga y Huesca, violando con ello el acuerdo que Ramiro II había concertado con el gobernador almorávide de Valencia.
Y estos hechos constituyen el origen histórico de la leyenda de la campana de Huesca, aunque serían embellecidos posteriormente en la Crónica de San Juan de la Peña, basándose en relatos de la Antigüedad clásica. Además, diversos autores señalan que, cuando a finales del siglo XIII y mediados del siglo XIV volvieron a producirse revueltas nobiliarias contra los reyes de Aragón, «se consideró necesario recordar la firme respuesta de un rey anterior», y fue entonces cuando la leyenda de la campana fue consignada en la Crónica de San Juan de la Peña, escrita, hacia 1342, por iniciativa del rey Pedro IV de Aragón.
Otro hecho que podría sustentar la veracidad de la leyenda de la campana es que varios nobles aragoneses, como Lope Fortuñones, Miguel de Azlor, Fortún Galíndez de Huesca, Martín Galíndez de Ayerbe, Bertrán de Ejea, Miguel de Rada de Perarrúa, Íñigo López de Naval, o Cecodín de Ruesta, dejaron de ser mencionados en los documentos y desaparecieron en la época de la rebelión de los nobles aragoneses contra Ramiro II, y además Lope Fortuñones y Miguel de Azlor figuran en la lista de los nobles ejecutados en la leyenda, aunque ello no indica necesariamente que participaran en la rebelión contra Ramiro II ni que fueran ejecutados por orden suya, pero esto último tampoco puede desmentirse rotundamente.

## Descripción del cuadro

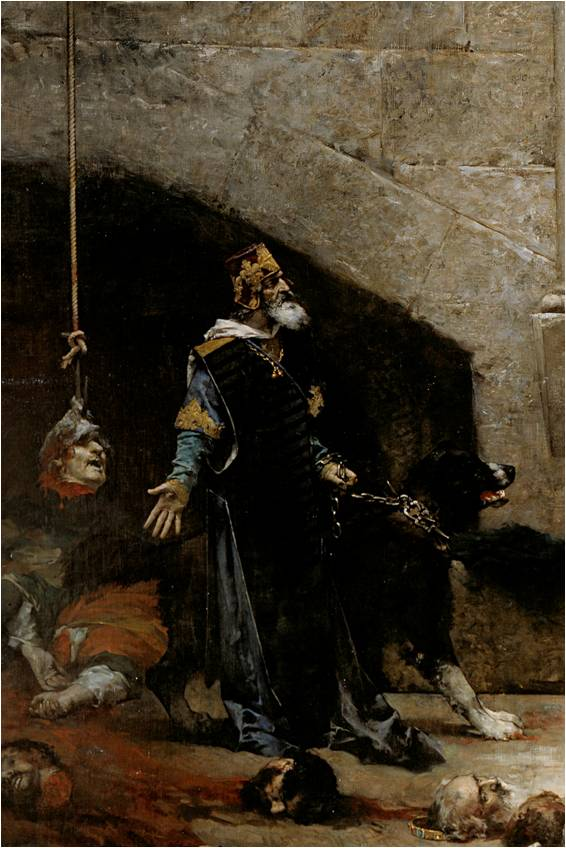
Detalle del cuadro. El rey Ramiro II de Aragón, señalando con su mano derecha las cabezas cortadas de los nobles rebeldes.

La estancia subterránea en la que se desarrolla el cuadro intenta recrear la llamada Sala de la Campana del Palacio de los Reyes de Aragón, edificio que en la actualidad alberga el Museo Arqueológico Provincial de Huesca. El centro geométrico del lienzo coincide con la columna adosada en cuya base aparece colocada una argolla de hierro.
A la izquierda del cuadro aparece representado el rey Ramiro II de Aragón, ricamente vestido, llevando un birrete morado con adornos dorados, sujetando con su mano izquierda un perro negro de aspecto amenazador, y señalando con su mano derecha las doce cabezas cercenadas y dispuestas en forma de círculo de los nobles rebeldes, entre las que destaca la del obispo, colgada de una cuerda a modo de badajo de la campana y que, en opinión de diversos autores, parece sonreír con sonrisa cínica o macabra. Ramiro II aparece sereno y observando con dureza a los nobles que contemplan horrorizados la escena desde la escalera.
En el hueco de la escalera, situado detrás del rey, aparecen amontonados los cadáveres decapitados de los nobles. El realismo que presentan las trece cabezas cercenadas ha sorprendido a diversos historiadores, que afirman que Casado del Alisal llegó a copiarlas del natural, y en relación con ese realismo cabe destacar la siguiente anécdota verídica protagonizada por el pintor palentino, y mencionada en sus escritos por varios autores:

Cuéntase que el autor encargaba a los hospitales y a las clínicas cabezas de cadáver que le pudieran servir de modelos y llegó a desmayarse y sufrir un fuerte traumatismo nervioso el día que, llegado al estudio el mandadero, volcó el saco en el suelo del taller, sin más explicaciones, y rodaron por el pavimento tres cabezas humanas. Hasta ese extremo llegaba el escrúpulo de aquel artista y otros como él, desdichadamente consagrados, con tal probidad digna de mejor causa, a una documentación tan ímproba como innecesaria y absurda.

En la parte derecha del lienzo, más intensamente iluminada que el lado izquierdo, aparecen los nobles convocados por el rey para contemplar el destino de los rebeldes ejecutados. En primer plano aparece, con vestimenta de color amarillo, un personaje que podría representar, en opinión de diversos autores, al conde Ramón Berenguer IV de Barcelona, yerno de Ramiro II por su matrimonio con Petronila de Aragón, hija y sucesora de Ramiro II. El supuesto yerno del rey aparece contemplando las cabezas cortadas con aire indignado y con los puños cerrados para contener su cólera, y detrás de él y situados en el mismo escalón, dos nobles contemplan la escena, pensativo uno y conmovido el otro. Los restantes nobles que contemplan la advertencia de Ramiro II aparecen conmovidos, asustados o aterrados, aunque hay uno que sonríe, y todos ellos van ricamente vestidos con colores rojos, azules o amarillos, y portando cotas de malla, birretes o espadas.

## Análisis y críticas de la obra
En 1881, poco después de que el cuadro fuera terminado, algunas familias de la aristocracia italiana, como los Doria, Odescalchi, Colonna, Borghese y Gabrielli acudieron a contemplarlo y le dedicaron grandes elogios, al igual que algunos artistas italianos, como Monteverde, Costa, Muller, Bertuni y Sgambati. Los periódicos de Roma también alabaron la obra, siendo publicado en uno de ellos el siguiente comentario:

En cuanto a la escena, no hay palabras de elogio que sean suficientes. El efecto del conjunto del grupo de los caballeros está lleno de nobleza. Las tintas están todas armonizadas en un tono sombrío y señorial. Se siente por todas partes plomo y sangre. Bello, entre lo demás, es el vestuario del rey, negro y morado, con algún adorno de oro. Bellísima la cabeza del obispo, aislada, colgante, casi riente; cabeza de un viejo cínico, cínico después de la muerte.

La Campana de Huesca también fue ampliamente elogiada en numerosas revistas extranjeras del siglo XIX, como en algunas italianas, y también en otras alemanas y austríacas, como en la revista germánica de Leipzig, la Crónica General Artística de Viena, la Kolnische Zeitung, el Allgemeine Kunst Chronik, y en el Kunsthalle de Düsseldorf. Además, el periodista y crítico de arte del siglo XIX Isidoro Fernández Flórez, más conocido por su pseudónimo literario de Fernán Flor, refutó a los que acusaban a la obra de falta de carácter, y elogió al mismo tiempo el color y las líneas empleadas por Casado del Alisal, afirmando que las manchas de color utilizadas constituyen el «sello de Casado», y destacó además la «educación moral de artista» y la «elegancia de espíritu» manifestadas por el pintor palentino en esta obra.
Por su parte, el catedrático Carlos Montes Serrano, de la Universidad de Valladolid, criticó negativamente en un artículo de 1993 la ampulosidad y los excesos en que solían incurrir las obras de pintura histórica del siglo XIX, pero también elogió esta obra de Casado del Alisal, afirmando que:

La pintura histórica del XIX puede llegarnos a abrumar con su perfección y efectismo... Su obsesión (de Casado del Alisal) por evitar anacronismos, su estudio de los tipos, lugares y vestimentas, y su dominio del dibujo, color y composición, muestran una fácil tendencia hacia la teatralidad y el énfasis en los efectos...